# Murtosa
Murtosa là một huyện thuộc tỉnh Aveiro, Bồ Đào Nha. Huyện này có diện tích 73 km², dân số thời điểm năm 2001 là 9458 người.